# Ringo 2012
Albums de Ringo Starr
Live at the Greek Theatre 2008
(2008) Ringo Starr - Icon
(2014)
Singles
Ringo 2012 est le 17e album studio de Ringo Starr paru le 30 janvier 2012 en Europe et le 31 janvier 2012 aux États-Unis.  Il est édité en CD, vinyle et téléchargement légal par Hip-O Records / UMe. Le titre est un clin d'œil à l'album le plus connu de Ringo Starr appelé simplement Ringo sorti en 1973. Le morceau Wings sort en single quelques semaines avant l'album.

## Anecdotes
Ringo avait d'abord pensé appeler son album Motel California, puis Another #9, et enfin Wings, avant d'opter pour Ringo 2012.

## Liste des chansons
| No | Titre                                                                                        | Auteur                          | Durée      |
| -- | -------------------------------------------------------------------------------------------- | ------------------------------- | ---------- |
| 1. | Anthem                                                                                       | Richard Starkey, Glen Ballard   | 5 min 01 s |
| 2. | Wings (Single, un réenregistrement d'une chanson présente sur l'album Ringo the 4th de 1977) | Richard Starkey, Vini Poncia    | 3 min 31 s |
| 3. | Think It Over (Reprise d'une chanson de Buddy Holly)                                         | Buddy Holly, Norman Petty       | 1 min 48 s |
| 4. | Samba                                                                                        | Richard Starkey, Van Dyke Parks | 2 min 48 s |
| 5. | Rock Island Line                                                                             | arrangement par Richard Starkey | 2 min 59 s |
| 6. | Step Lightly (Un ré-enregistrement d'une chanson présente sur l'album Ringo de 1973)         | Richard Starkey                 | 2 min 44 s |
| 7. | Wonderful                                                                                    | Richard Starkey,Gary Nicholson  | 3 min 47 s |
| 8. | In Liverpool                                                                                 | Richard Starkey, Dave Stewart   | 3 min 19 s |
| 9. | Slow Down                                                                                    | Richard Starkey, Joe Walsh      | 2 min 57 s |

## Musiciens
- Ringo Starr - Batterie, Percussion, Chant, Claviers, Guitare, Chœurs
- Joe Walsh - Guitare
- Kenny Wayne Shepherd - Guitare
- Steve Dudas - Guitare, Basse
- Dave Stewart - Guitare, Claviers
- Matt Cartsonis - Mandoline
- Charlie Haden - Contrebasse
- Michael Bradford - Basse
- Don Was - Basse
- Edgar Winter - Orgue, Saxophone
- Benmont Tench - Orgue
- Van Dyke Parks - Claviers, Accordéon
- Bruce Sugar - Claviers, Piano, Orgue, Synthétiseurs, Cor français, Cuivres, Arrangements
- Amy Keys - Chœurs
- Kelly Moneymaker - Chœurs
- Richard Page - Chœurs
- Ann Marie Calhoun - Violon